# Crisilla depicta
Crisilla depicta is een slakkensoort uit de familie van de Rissoidae. De wetenschappelijke naam van de soort is voor het eerst geldig gepubliceerd in 1868 door Manzoni.